# Europarlamentari della Danimarca della I legislatura
Gli europarlamentari della Danimarca della I legislatura, eletti in occasione delle elezioni europee del 1979, furono i seguenti.

## Composizione storica
| Europarlamentare         | Lista                            | Gruppo |
| ------------------------ | -------------------------------- | ------ |
| Jørgen Bøgh              | Movimento Popolare contro la CEE | CDI    |
| Jens-Peter Bonde         | Movimento Popolare contro la CEE | CDI    |
| Bodil Boserup            | Partito Popolare Socialista      | COM    |
| Eva Gredal               | Socialdemocratici                | SOC    |
| Mette Groes              | Socialdemocratici                | SOC    |
| Niels Jørgen Haagerup    | Venstre                          | LD     |
| Else Hammerich           | Movimento Popolare contro la CEE | CDI    |
| Erhard V. Jakobsen       | Democratici di Centro            | DE     |
| Kent S. Kirk             | Partito Popolare Conservatore    | DE     |
| Finn Lynge               | Siumut                           | SOC    |
| Poul Møller              | Partito Popolare Conservatore    | DE     |
| Jørgen Brøndlund Nielsen | Venstre                          | LD     |
| Tove Nielsen             | Venstre                          | LD     |
| Kai Nyborg               | Partito del Progresso            | DPE    |
| Kjeld Olesen             | Socialdemocratici                | SOC    |
| Sven Skovmand            | Movimento Popolare contro la CEE | CDI    |

## Modifiche intervenute

### Socialdemocratici
- In data 07.11.1979 a Kjeld Olesen subentra Ove Fich.
- In data 09.10.1980 a Mette Groes subentra Eggert Petersen.